# Сыгынах (приток Седедемы)
Сыгы́нах (также Сыкина, Сыкынах) — река в Верхнеколымском и Среднеколымском районах Якутии, правый приток Седедемы. Длина реки — 176 км. Площадь водосборного бассейна — 2080 км².
Река берёт начало на юге Колымской низменности к юго-востоку от Алазейского плоскогорья на высоте более 53 м над уровнем моря. От истока течёт преимущественно на юго-восток по лиственничной лесотундре. В среднем течении направление русла меняется на северо-восточное. Перед устьем устремляется на север. Сильно меандрирует. В долине реки большое число озёр, из многих река принимает сток. Впадает в Седедему по правому берегу на отметке ниже 24 м над уровнем моря, в 166 км от устья Седедемы, ниже впадения Кыллаха. Ширина перед устьем — 25 м при глубине 1,8 м; скорость течения в низовьях составляет 0,5 м/с. Населённые пункты на реке отсутствуют. 
Основной приток — река Абасылах длиной 28 км (правый).

## Данные водного реестра
По данным государственного водного реестра России и геоинформационной системы водохозяйственного районирования территории РФ, подготовленной Федеральным агентством водных ресурсов:
- Бассейновый округ — Анадыро-Колымский
- Речной бассейн — Колыма
- Речной подбассейн — Колыма до впадения Омолона
- Водохозяйственный участок — Колыма от водомерного поста гидрометеорологической станции Коркодон до водомерного поста г. Среднеколымска
- Код водного объекта — 19010100412119000043249